# مارفن فيليب (لاعب كرة قدم أمريكية)
مارفن فيليب (بالإنجليزية: Marvin Philip)‏ هو لاعب كرة قدم أمريكية أمريكي، ولد في 3 فبراير 1982 في ريدوود في الولايات المتحدة.

## وصلات خارجية
- مارفن فيليب على موقع JustSportsStats.com (الإنجليزية)